# Zephyranthes refugiensis
Zephyranthes refugiensis är en amaryllisväxtart som beskrevs av F.B.Jones. Zephyranthes refugiensis ingår i släktet Zephyranthes och familjen amaryllisväxter. Inga underarter finns listade i Catalogue of Life.